# Hydrellia saharae
Hydrellia saharae är en tvåvingeart som beskrevs av Giordani Soika 1956. Hydrellia saharae ingår i släktet Hydrellia och familjen vattenflugor.
Artens utbredningsområde är Algeriet. Inga underarter finns listade i Catalogue of Life.